# 町田あみ
町田 あみ（まちだ あみ）は、日本の女性声優。主にアダルトゲームに声をあてている。

## 出演

### アダルトゲーム
2005年
- 画師〜隠された思い〜（コンスタンス、エレオノール）
- 輪罠〜白濁まみれの放課後〜（雨霧咲耶）
- 美少女妖怪調伏伝 ぬばたま（おとろし、次女の鎌鼬）
- 巨乳極楽セミナー（飛鳥響子）
- ママにおしおき〜ボクもう我慢できない！〜（ミューゼル・伊藤）

2006年
- Under The Moon
- 遥かに仰ぎ、麗しの
- よつのは DVD版（桜井るー）
- 彼女たちの禁忌（谷本歩夢）
- 夏色公園 〜電波塔の下で愛を語る〜（牧本くるみ）
- PRINCESS WALTZ（館山和子）
- はに×ばに（ぶち）
- ふたりでひとつの恋心（ちー、野々宮千歳）

2007年
- いろは 〜秋の夕日に影ふみを〜（夕奈、天音）
- つくとり（氷谷準）
- 不法挿入 〜生簀の住人〜（アーリィ・城阪・エナーヤティー）
  - 不法挿入 アナザーストーリーディスク「不法貧乳」（アーリィ・城阪・エナーヤティー）

- 妖巻〜女忍淫獄の罠〜（火凪久）
- 妻ようじ〜ボクは人妻管理人〜（柳沢アリス）
- Bullet Butlers（ロックナット、ヘレン）

2008年
- いじわる My Master（ロボ）
- ワンダリング・リペア!（セピア）
- てとてトライオン!（相馬騎士）
- くるくるファナティック（ファヌル）

2009年
- さくらさくら（2009年 - 2013年、三井香奈、黒羽桂都）- 2作品

2011年
- へんし〜ん!!! 〜パンツになってクンクンペロペロ〜（ななこ、安藤ローザ）

2013年
- ゆめいろアルエット!（鳳凰院雲雀）

2014年
- サキガケ⇒ジェネレーション!（志筑万里）

### ドラマCD
- さくらさくら 桜菜々子・桐島さくら キャラクターディスク（部員A、2008年）

### インターネットラジオ
- かんかん☆ななし荘#町田あみのどっかーん★ラジオ（2007年10月 - 2008年3月、studio774） - パーソナリティ出演